# جانينا فيالكوفسكا
جانينا فيالكوفسكا (بالإنجليزية: Janina Fialkowska)‏ (من مواليد 7 مايو 1951) هي عازفة بيانو كندية.